# Giun nhung
Onychophora (từ tiếng Hy Lạp cổ đại, onyches, "móng vuốt" và pherein, "mang theo"), thường được gọi là giun nhung (do kết cấu mượt mà và hình dạng hơi giống giun) hoặc mơ hồ hơn là peripatus (sau chi được mô tả đầu tiên, Peripatus), là một ngành gồm các loài trong đơn vị phân loại Panarthropoda, dài, thân mềm, và nhiều chân. Về ngoại hình, chúng được so sánh với những con giun có chân, sâu bướm và sên. Chúng săn những động vật nhỏ hơn như côn trùng chúng bắt được bằng cách phun ra chất nhờn dính.
Khoảng 200 loài giun nhung đã được mô tả, mặc dù số lượng loài thực sự có khả năng lớn hơn. Hai họ giun nhung còn sinh tồn là Peripatidae và Peripatopsidae. Chúng cho thấy sự phân bố đặc biệt, với Peripatidae chủ yếu ở vùng xích đạo và nhiệt đới, trong khi Peripatopsidae đều được tìm thấy ở phía nam của đường xích đạo. Đây là ngành duy nhất trong Giới Động vật hoàn toàn là đặc hữu của môi trường trên cạn. Giun nhung được coi là họ hàng gần của ngành Arthropoda và Tardigrada, chúng tạo thành đơn vị phân loại Panarthropoda. Điều này làm cho chúng được quan tâm đến bởi các nhà cổ sinh vật học, vì chúng có thể giúp tái tạo lại động vật chân đốt tổ tiên. Trong động vật học hiện đại, chúng đặc biệt nổi tiếng với hành vi giao phối tò mò và sinh con sống.

## Phân loại
- Ngành Onychophora
  - Lớp Udeonychophora
    - Bộ † Paronychophora (tuyệt chủng)
      - Họ † Onychodictyidae
        - Chi † Onychodictyon

    - Bộ Euonychophora
      - Họ Peripatidae
        - Chi: † Cretoperipatus, Eoperipatus, Epiperipatus, Heteroperipatus, Macroperipatus, Mesoperipatus, Oroperipatus, Peripatus, Plicatoperipatus, Speleoperipatus, Typhloperipatus

      - Họ Peripatopsidae
        - Chi: Acanthokara, Aethrikos, Akthinothele, Anoplokaros, Austroperipatus, Baeothele, Centrorumis, Cephalofovea, Critolaus, Dactylothele, Dystactotylos, Euperipatoides, Florelliceps, Hylonomoipos, Konothele, Lathropatus, Leuropezos, Mantonipatus, Metaperipatus, Minyplanetes, Nodocapitus, Occiperipatoides, Ooperipatellus, Ooperipatus, Opisthopatus, Paraperipatus, Paropisthopatus, Peripatoides, Peripatopsis, Phallocephale, Planipallipus, Regimitra, Ruhbergia, Sphenoparme, Symperipatus, Tasmania, Tasmanipatus, Tetrameraden, Vescerro, Wambalana

      - Họ † incertae sedis
        - Chi † Helenodora